# Arma auxiliar

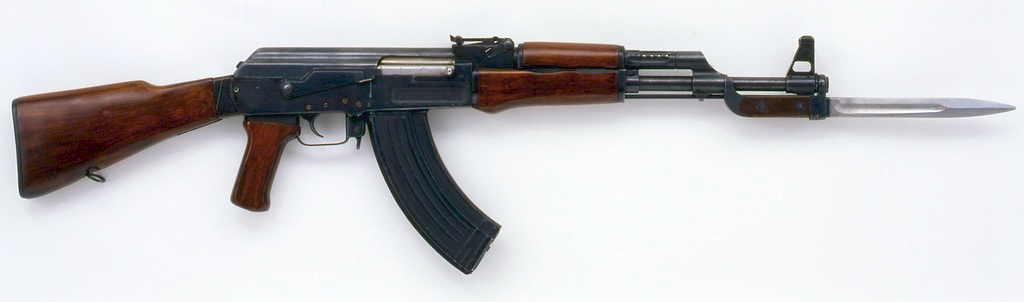
Um fuzil AK-47 com coronha de madeira com uma baioneta 6H3 montada como uma arma auxiliar. Mesmo que o fuzil de um soldado fique sem munição, o AK-47 ainda pode ser usado como arma de combate de curta distância usando sua baioneta.

Uma arma auxiliar é uma arma usada para fins secundários ou auxiliares, como uma arma secundária. Até o início do século XX, a arma de porte de um oficial era tipicamente uma espada, com a inclusão de um revólver ou pistola entre meados do século XIX até a Primeira Guerra Mundial e desde a Segunda Guerra Mundial, principalmente uma pistola semiautomática.

## Forças Armadas
Essas armas geralmente são equipadas com menos poder de fogo ou poder de projeção de força do que a arma primária. O uso de armas auxiliares ocorre mais freqüentemente quando a arma primária se torna inoperante ou ineficaz devido à falta de munição ou a uma engripagem de munição ou quando um tiroteio se transforma em combate corpo a corpo. Alguns outros itens de equipamento militar não destinados como armas principais têm sido usados como armas auxiliares improvisadas em combate de curta distância, incluindo facas ou pás de sapa. Durante a Primeira Guerra Mundial, a pá de sapa - para entrincheiramento - também foi usada como arma de entrevero. Nos confins de uma trincheira, fuzis e baionetas caladas eram muitas vezes muito longos para uso eficaz, e ferramentas de sapa eram frequentemente usadas como armas auxiliares para combates de curta distância. A partir de 1915, soldados de ambos os lados afiavam rotineiramente as bordas das pás de entrincheiramento para uso como armas. Na Segunda Guerra Mundial, pás de entrincheiramento foram usadas nos brutais combates corpo a corpo durante a Batalha de Stalingrado.
Muitos veículos militares modernos, aviões e armas são equipados com armas auxiliares, incluindo tanques (um canhão de tanque de grande calibre é a arma principal, mas a maioria dos tanques também tem uma metralhadora na torre e uma coaxial como armas auxiliares), caças a jato (mísseis ar-ar, foguetes e/ou bombas aéreas são os armamentos principais, mas a maioria dos caças também tem um canhão automático como arma auxiliar), bombardeiros (um armamento principal da Fortaleza Voadora B-17 da época da Segunda Guerra Mundial era até 4,800 lb (2,200 kg) de bombas, mas também tinha até treze metralhadoras calibre .50 como armas auxiliares para defesa contra interceptadores inimigos) e até fuzis de assalto (a baioneta é a arma auxiliar; também, até a coronha de madeira pode ser usada como uma arma improvisada de último recurso).

## Policiais e seguranças privados

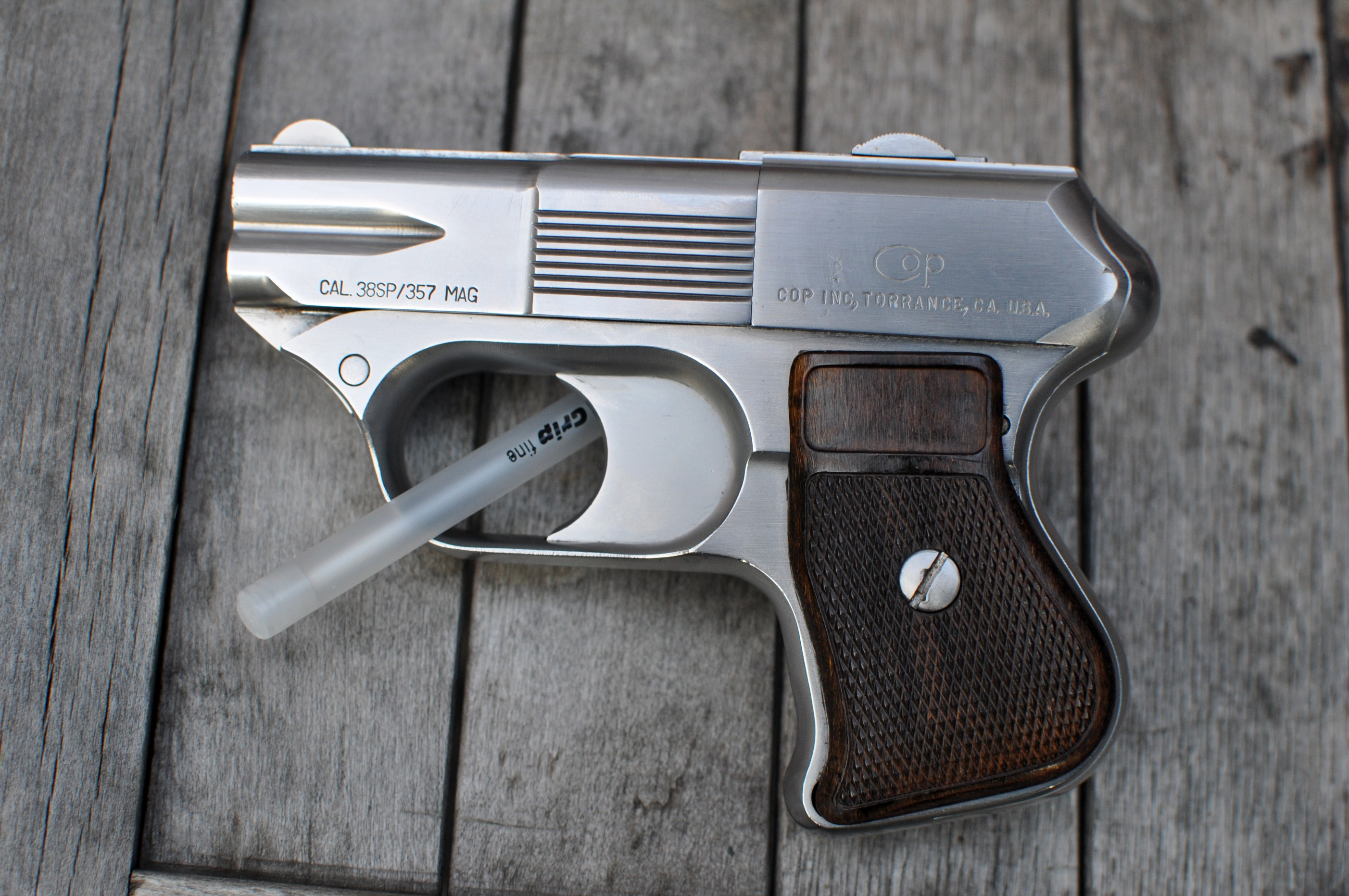
A compacta COP .357 pode ser facilmente escondida, tornando-a adequada para uso como arma reserva policial.

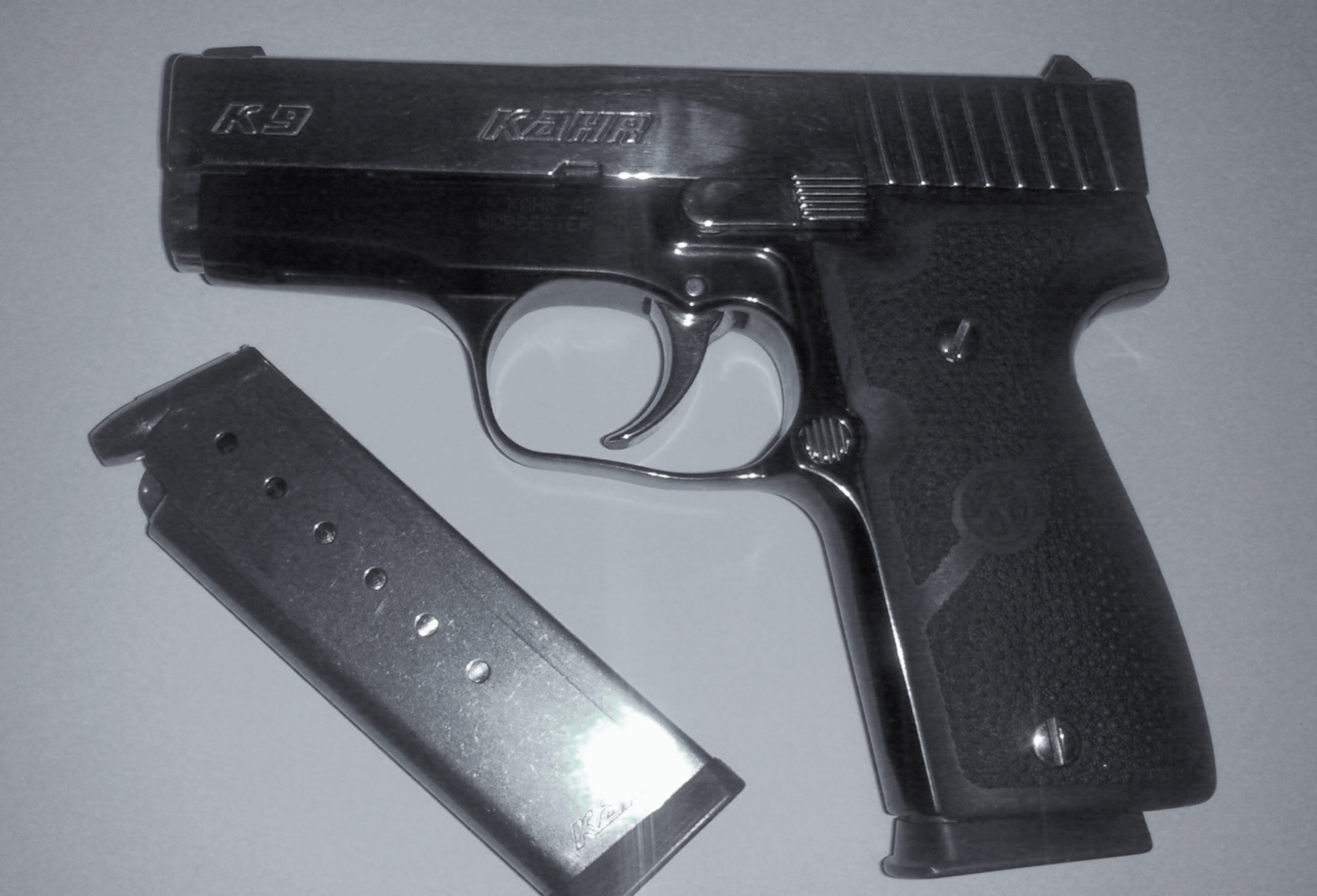
A pequena Kahr K9 foi projetada para uso como arma reserva.

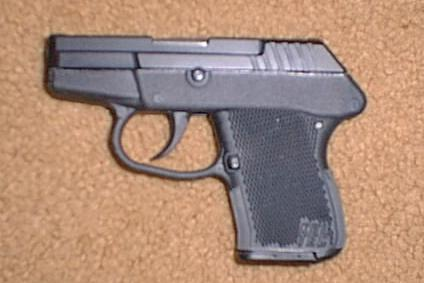
A subcompacta Kel-Tec P-32 foi projetado para uso oculto por policiais como arma reserva; todas as bordas são arredondadas e alisadas e nada se projeta da arma para ficar preso na roupa.

A polícia normalmente carrega uma arma semiautomática como arma principal, como uma Glock 9mm. Além disso, eles também carregam armas auxiliares, como bastões e spray de pimenta. Em algumas jurisdições, a polícia está autorizada a portar uma arma de reserva caso haja uma avaria ou engripagem de munição com a arma principal. Essas armas reservas são geralmente menores em tamanho e calibre do que a arma principal e a maioria é adequada apenas para autodefesa de curto alcance. Alguns policiais mantêm a arma de reserva em um local diferente de sua arma de serviço ou em um local bem escondido (por exemplo, em um coldre no tornozelo ou em um coldre na parte inferior das costas), de modo que, mesmo que eles tiverem sua arma de serviço roubada por um perpetrador armado, eles ainda terão uma arma.
Armas usadas como armas reserva da polícia incluem:
- A COP .357, uma pistola tipo Derringer de 4 tiros calibrada em .357 Magnum, tem um tamanho compacto e um cartucho poderoso que a torna adequada para uso como arma reserva policial .
- A pequena Kahr K9 foi projetada para uso como arma reserva.
- A subcompacta Kel-Tec P-32 foi projetada para uso como arma reserva de transporte oculto.

Os membros da equipe da SWAT de aplicação da lei que carregam uma submetralhadora ou fuzil (por exemplo, um M-16 ou M-4) como arma principal também podem carregar uma pistola semiautomática como arma auxiliar.
Em algumas jurisdições, guardas de segurança privada, como escoltas de carros blindados que podem legalmente portar uma pistola, podem ter o direito de portar uma arma reserva. Esta segunda arma é outro tipo de arma auxiliar.